# 香農 (密西西比州)
香農（英語：Shannon）是位於美國密西西比州李縣的城鎮。

## 人口
根據2020年美國人口普查的數據，香農的面積為10.49平方千米，皆為陸地。當地共有人口1496人，而人口密度為每平方千米143人。